# Meniscomorpha kevla
Meniscomorpha kevla là một loài tò vò trong họ Ichneumonidae.